# Pezuela de las Torres
Pezuela de las Torres es un municipio español de la Comunidad de Madrid, limítrofe con la provincia de Guadalajara, localizada en la comarca natural de la Alcarria de Alcalá.

## Toponimia
Según relata Juan Ambite (2020) en su crónica, el nombre de Pezuela parece haber tenido su origen en los primeros repobladores castellanos y no en la adopción de un término andalusí. Así, el apelativo "Pezuela" aparece por primera vez en 1124 en un documento de deslinde entre Zorita y Almoguera. Aunque en dicho escrito se describe como "Pizola". Más adelante se observan alteraciones que modifican el nombre a "Pezola" en 1190 y "Pecuela" en 1214. Esta última forma será la que se adopte definitivamente, cambiándose la antigua letra "ç" por la "z" moderna en el siglo XVIII.
Del significado de la propia expresión, "Pezuela" ("Pizola" en su nacimiento) deriva con mucha probabilidad de la palabra pozo. La abundancia de estos en la zona en una época donde eran indispensables dio como resultado el nombre de esta localidad. 
En cambio, la coletilla "de las Torres" es más bien reciente teniendo en cuenta los aproximadamente 900 años de historia de la villa. Fue en 1642 cuando el I conde de Pezuela, Bartolomé Spínola, haciendo uso de su condición de señor alargó el nombre dejándolo en "Pezuela de las Torres".

## Geografía
Se encuentra situada en el extremo oriental de la provincia de Madrid, sobre un extenso páramo, formando parte de la comarca de la Alcarria de Alcalá. Está a 50 km de la capital y a 30 km de la ciudad de Guadalajara. Sobre un páramo de 900 metros, se alza este municipio de 825 habitantes (datos INE 2008) y 41,44 km² de superficie.

### Clima
El clima de Pezuela se define como continental-mediterráneo, típico del territorio. Esto significa que los inviernos son largos y duros; los veranos, muy cálidos; aunque por la situación del pueblo, en alto, se vean algo paliados. Los otoños y primaveras no abundan demasiado en lluvias, configurando una vegetación principalmente xerófila.

### Naturaleza
Flora
Está formada por especies típicas del monte supramediterráneo, como el roble (Quercus faginea) y por otras como la encina (Quercus ilex) y la coscoja (Quercus coccifera), propias del monte mediterráneo seco.
Fauna
Suele encontrase corzos, jabalíes, zorros. La avifauna de Pezuela es muy variada, se mantienen poblaciones de chorlito, perdiz y algunas aves de menor tamaño, como trigueros, alondras, azurragos, correderas y codornices.

## Historia

### Edad Media
Si bien se cree que los primeros asentamientos galopos podrían haber sido de origen musulmán, la historia de Pezuela comienza con la reconquista cristiana de la antigua Complutum (Alkal'a Nahar, en 1118). 
En 1118 Bernardo de Cluny, por aquel entonces arzobispo de Toledo, lideró la toma de Alcalá en nombre de Alfonso VII. Esta gesta hizo que el rey concediese al arzobispado de Toledo la jurisdicción eclesiástica y política de todo Alcalá y su alfoz en 1129. De entre las aldeas del alfoz alcalaíno se encontraba Pezuela, que también pasaba a ser un señorío eclesiástico toledano. Más tarde el sucesor de Bernardo de Cluny, Raimundo de Sauvetat, otorgó en 1135 a Alcalá un fuero que se extendió a todos los pueblos de alrededor, incluido Pezuela. Por donación real, entre el 25 de marzo de 1190 y 1214, formaría parte del Sexmo de Tajuña, perteneciente a la Comunidad de Ciudad y Tierra de Segovia, en 1214 pasaría a la silla del Arzobispado de Toledo. En 1393, la epidemia de peste que asolaba Europa diezmó la población, llevando a sus pobladores a encomendarse a Ntra. Señora de la Asunción y a San Benito. De esta manera nace la romería de San Benito que conocemos hoy en día.

### Renacimiento ysigloXVI
Ya en el siglo XVI, el cardenal Cisneros emprende diversas reformas. Entre las más loables se encuentran el Fuero Nuevo de Alcalá y su Tierra (1509) y la creación de la Universidad de Alcalá de Henares. A tal efecto, Pezuela contribuyó con el pago de 8.000 maravedíes para la formación de dicha institución. Posteriormente, en 1554, los vecinos compraban su independencia de la jurisdicción toledana. Con el pago de 1.417.000 maravedíes el emperador Carlos I convertía en villa a Pezuela, dotándola de jurisdicción propia. Como prueba del nuevo estatus se mandó construir la Picota, símbolo del autogobierno de la villa para advertir a los que pasaran por ella. No obstante, a pesar del pago, el concejo de Alcalá trató de seguir ejerciendo su jurisdicción en Pezuela. Hicieron falta hasta treinta y cinco pleitos ante la Chancillería de Valladolid para confirmar la categoría de villa independiente que los galopos habían adquirido.
En 1574, Felipe II alegando problemas financieros consigue del papa Gregorio XIII una bula para vender las villas de su corona. Al igual que muchas otras, pese al esfuerzo para conseguir dicho título, fueron vendidas. Finalmente, Pezuela fue vendida en 1579 a Alonso Enríquez, natural de Cuenca, por 5.184.000 maravedíes.
Las Relaciones Topográficas de Felipe II - año 1576 - relatan que Pezuela fue una de las aldeas del alfoz de Alcalá de Henares y que ahora debía ser a efectos políticos independiente de esta, aunque se describe también que se continuaban mandando "justicias" desde Alcalá para hacer valer su propio fuero.

### SiglosXVIIyXVIII
En cuanto al siglo XVII, destaca el hecho de que hubo hasta tres galopos que emigraron a América: Pedro Gómez de Velasco y Agustín Arigón, como criados; y Martín Manchón, como encomendador. Otro colono natural de Pezuela sería Pedro Ruiz, que emigraría al Perú ya en 1721.
Cerca de 1610 surge un grupo de banqueros genoveses en Madrid que acabaría por dominar las finanzas castellanas hasta 1640. De entre estos banqueros, debemos recordar a Bartolomeo (Bartolomé) Spínola, nacido en Génova en 1587. Llegado a la Corte hispánica a los veinte años, pronto se convirtió en uno de los principales proveedores de crédito de la Corona. Es a él a quien en 1641 se venda la villa de Pezuela. Asimismo, también a él se le debe su nombre actual, pues "de las Torres" fue una adición del propio Bartolomé en 1642. Sin embargo, esa fue la única aportación otorgada por los Spínola, ya que el resto de su mandato como condes fue no solo nefasto, sino corrupto y abusivo. En repetidas ocasiones, los sucesores de Bartolomé Spínola utilizarán sus privilegios sobre el cobro de impuestos en Pezuela para saldar sus deudas a costa de empobrecer injustamente a los galopos. Las citadas deudas llevarían a los condes de Pezuela a vender la villa a Luis de Rozas, marqués de Villamonte, en 1703.

## Demografía
Cuenta con una población de 989 habitantes (INE 2024).
| Gráfica de evolución demográfica de Pezuela de las Torres entre 1842 y 2021                                                                                                 |
| |
| Población de derecho según los censos de población del INE. Población de hecho según los censos de población del INEEn este censo se denominaba Pozuelo de las Torres: 1842 |

## Comunicaciones
Pezuela de las Torres tiene dos líneas de autobús, aunque ninguna de ellas comunica con Madrid capital. Ambas líneas están operadas por la empresa Monbus y son:
| Línea | Recorrido                          |
| ----- | ---------------------------------- |
| 271   | Alcalá de Henares - Pezuela - Pioz |
| 272   | Alcalá de Henares - Villalbilla    |

## Administración y política
El poder municipal reside en la asamblea municipal. La composición de la asamblea es la siguiente:
- IdP Independientes de Pezuela 133 votos y 2 concejales.
- PP Partido Popular 131 votos y 2 concejales.
- IU-P Izquierda Unida-Pezuela 177 votos y 3 concejales.
- PSOE Partido Socialista Obrero Español 19 votos y 0 concejales.
El actual alcalde es José Pío Carmena Servert (IdP), que fue investido con los votos de PP sumados a los de su grupo.

## Patrimonio

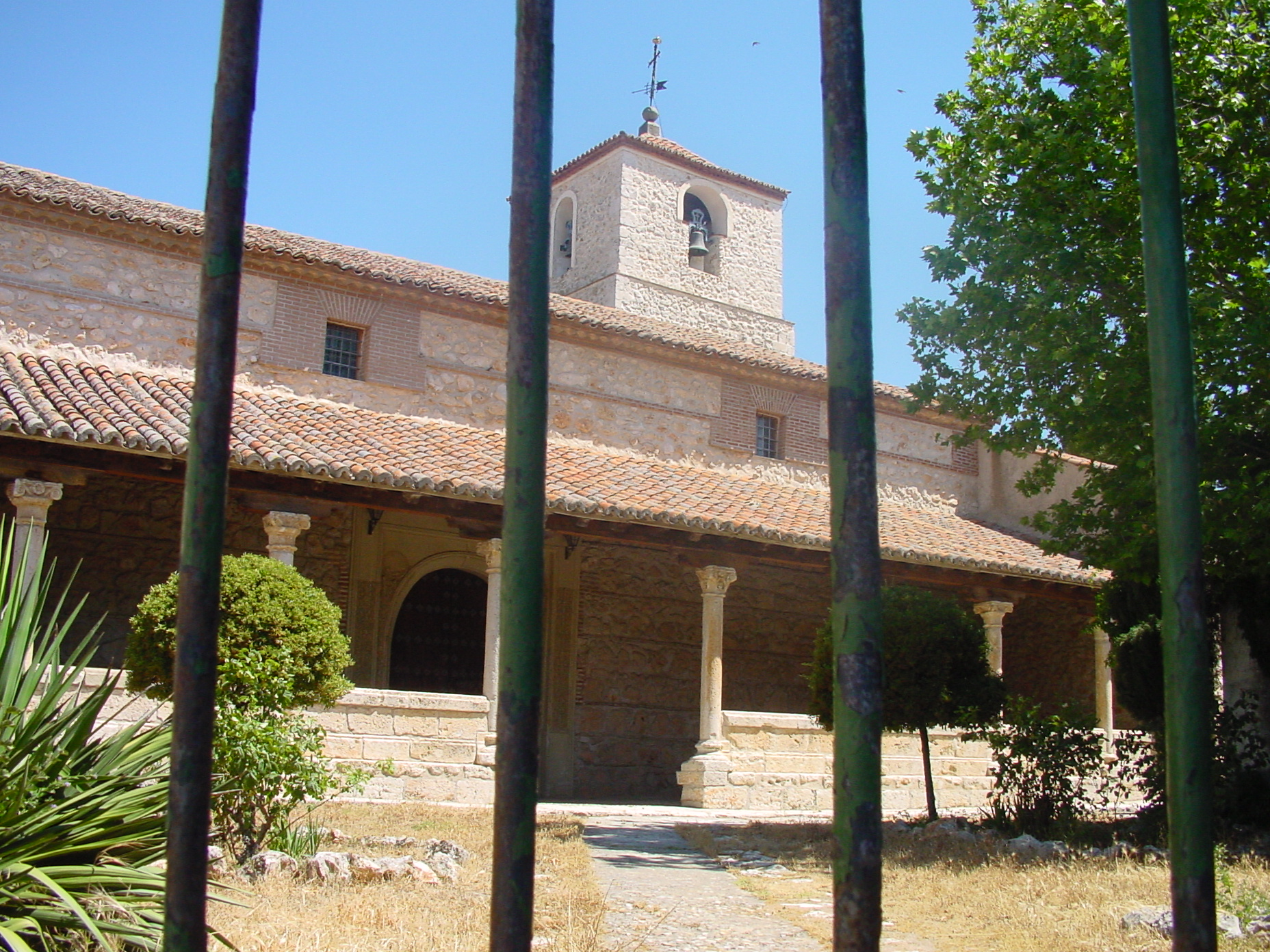
Iglesia parroquial

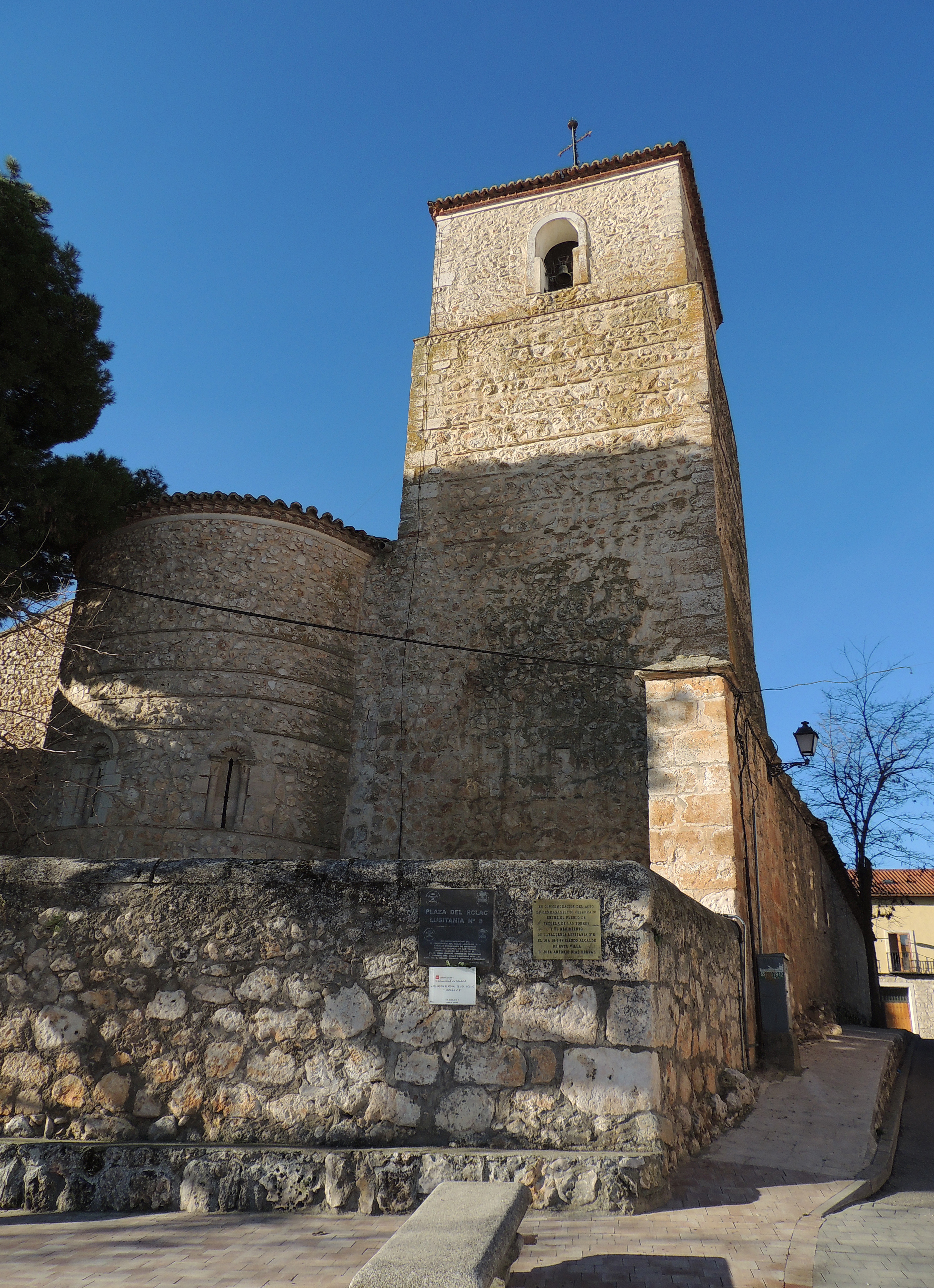
Ábside y torre de la iglesia

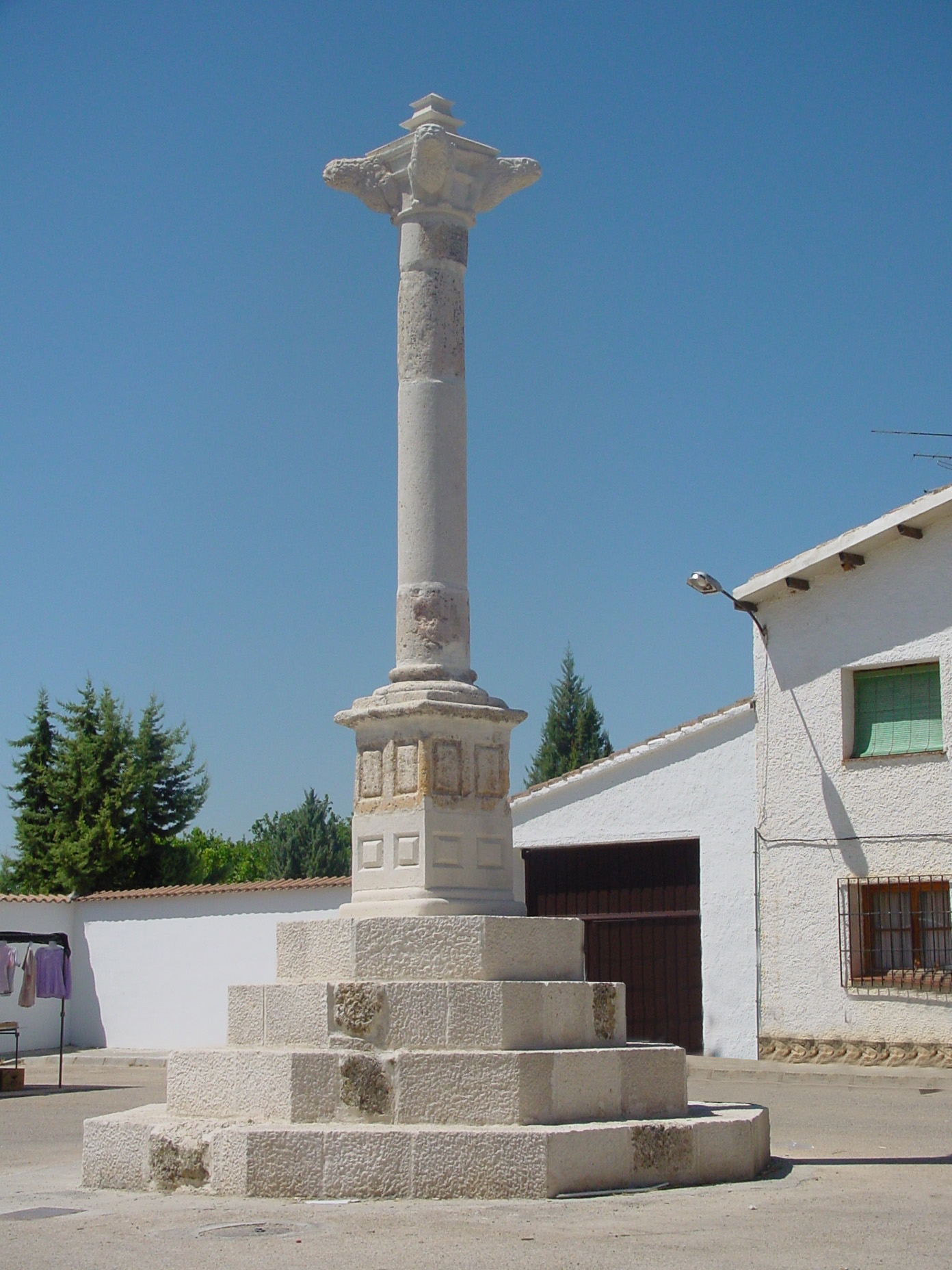
Picota

En Pezuela destacan como edificios singulares la iglesia parroquial, las ermitas de Santa Ana, de la Soledad y San Benito. También son de notar las abundantes fuentes, así como la picota y la antigua posada. Hasta 1554 perteneció al concejo de Alcalá de Henares, como parte de su alfoz, bajo el Fuero Viejo que promulgara el Cardenal Cisneros en febrero de 1509.

### Iglesia
Enclavado en el centro de la población, se encuentra el edificio de la iglesia parroquial de Nuestra Señora de la Asunción. Comenzó a construirse en la Edad Media, bajo trazas románicas. En su exterior presenta una estructura de planta basilical de tres naves; inicialmente constaba tan solo de dos naves, siendo la tercera añadida en el siglo XVI. Sin transepto en el crucero, teniendo el ábside (siglo XII) en la zona de la capilla mayor.
La torre, construida de ladrillo, fue recubierta de piedra labrada en el siglo XVI. Se desplomó sobre la nave a principios del siglo XX, requiriendo importantes obras de restauración.

### Picota
Según figura en las Relaciones Topográficas mandadas hacer por Felipe II, en las contestaciones dadas 'en 15 días en el mes de abril del año 1578', se lee que la villa de Pezuela fue la primera aldea de la jurisdicción de Alcalá de Henares que 'hará veintidós años que a suplicación del ilustrísimo señor Don Juan Martín Silicio, arzobispo de Toledo y señor de la dicha villa de su majestad el emperador Don Carlos, se eximió de la jurisdicción de la villa de Alcalá y les dio el privilegio firmado por Doña Juana, gobernadora de estos reinos por ausencia del Emperador su padre, que todos estén en gloria, y por esta razón el título de villa. Para conmemorar y para que todos los viajeros lo sepan, se mandó levantar la picota'. Esta es grandiosa, de más de 7 metros de altura, y una de las más bellas y majestuosas de la zona.

### Ermita de San Benito
Tal y como se describe en el apartado de la historia del municipio, el pueblo fue asolado por la peste en 1393. No obstante, y a pesar de que se desconoce la fecha exacta de construcción, es muy probable que existiera antes de esa fecha. Matías Fernández (1997) relata en su libro que pudo haber sido la ermita de algún antiguo despoblado. Un dato relevante es el hecho de que la ermita era propiedad del concejo de Pezuela, no de la Iglesia. Así figura en diversos documentos como el famoso Catastro de Ensenada mandado hacer por Fernando VI en 1752. En él consta como el concejo y no otra institución era propietaria de dicho templo. Para su mantenimiento, se dispuso que los frutos de ciertas tierras junto con limosnas y censos fueran a parar a la cofradía responsable de la ermita.
En cuanto a su aspecto, cuenta Matías Fernández (1997) en su libro que el pequeño templo contaba con una campana sobre la fachada. Empero, desapareció a principios del siglo pasado. También se describe la existencia de una sacristía que podría haberse situado en la cabecera exterior de la ermita. En la actualidad cuenta con paredes exteriores recubiertas en cal que forman una planta rectangular. En su interior, encontramos bancos e imágenes de San Benito, la Virgen de Fátima, Santa Rita y el Corazón de Jesús.
Dos veces al año se baja a San Benito en peregrinación. Una se remonta a la ya contada peste de 1393, de otra se desconoce su origen aunque podría ser igual de antigua. Cada 11 de julio desde hace más de ocho siglos los galopos descienden el alto del pueblo hasta la ermita, donde depositan la talla del Cristo del Socorro. Allí tiene lugar una pequeña romería donde se reparte chocolate y dulces en su honor. En cuanto a la segunda bajada, se realiza el 7 de septiembre. En ella se sube al Cristo del Socorro de vuelta a la iglesia de Ntra. Asunción para su fiesta mayor.
En junio de 2024, la diócesis de Alcalá cedió por 50 años la ermita al ayuntamiento del municipio.  

## Cultura

### Fiestas
A lo largo del año Pezuela de las Torres cuenta con diversas fiestas y celebraciones.
| Nombre                       | Descripción | Fecha            |
| ---------------------------- | --- | ---------------- |
| Santa Ana                    | Durante ese día tienen lugar (durante la tarde) una misa en su honor, con su respectivo mercadillo tradicional, reparto popular de rosquillas y una actuación o concierto. | 26 de julio      |
| San Benito                   | Se realiza una peregrinación de madrugada a la ermita consagrada al santo. Además tiene lugar un tradicional mercado en la ermita, se reparte chocolate caliente y se realiza una gran comida popular en honor del santo Benito. | 11 de julio      |
| La Cruz                      | El día de la víspera se realiza un miserere y se hace o hacía una hoguera y al siguiente día tiene lugar una procesión, un convite y un baile. | 3 de mayo        |
| San Isidro                   | Tiene lugar una procesión en su honor en la que se bendicen los campos, para que den buena cosecha. | 15 de mayo       |
| Puente del Pilar             | Además de celebrarse como fiesta nacional se celebra una procesión y un convite en su honor. Además se celebran conciertos y actuaciones. Su celebración se desarrolla a lo largo de dos-tres días. | 12 de octubre    |
| Santísimo Cristo del Socorro | Son las fiestas patronales de Pezuela de las Torres, su celebración consta de varios días en los que se llevan a cabo encierros, suelta de reses, bailes y demás actividades. Las diversas peñas montan sus respectivos sitios, donde de noche se baila, bebe, cena, etc. También se hacen concursos (disfrazes (infantiles/adultos), cocina...etc), dichos premios de dan el último día de las fiestas | 14 de septiembre |